# François Hébert (1651-1728)
Pour les articles homonymes, voir François Hébert et Hébert.
François Hébert  (13 septembre 1651, Tours- 21 août 1728, Paris) est un ecclésiastique français du XVIIIe siècle.

## Biographie
Fils d’André Hébert maître serrurier puis banquier, il est le frère de Guillaume-André Hébert
Prêtre lazariste, il prend part à des  missions dans des villages de campagne. Il est ensuite professeur de théologie au séminaire de Sens, supérieur du séminaire d’Arras et enfin nommé curé de Versailles en 1686.
Il soutint la position prise par l’archevêque de Paris Louis Antoine de Noailles après la condamnation des Réflexions morales de Quesnel.
Il fut proche de Fénelon dont il fut directeur de conscience et de  Bossuet dont il recueillit le testament. Il essaya de dissuader Fénelon de publier des Maximes des Saints. Saint- Simon parle de lui avec éloge.
Son opinion influençait quelquefois Madame de Maintenon pour le choix des évêques.
Il est nommé évêque et comte d'Agen  le 19 décembre 1703 et se consacre alors à son diocèse. En 1726, il a fait commencer la destruction du château de Bazens.
Il rédigea à partir de 1710 ses mémoires qui servirent à La Beaumelle pour son étude sur Madame de Maintenon. Ils furent publiés en 1927 par Georges Antoine Marie Girard aux Éditions de France sous le titre Mémoires du curé de Versailles, François Hébert, 1686-1704
Il est aussi l’auteur de Prônes pour tous les dimanches de l'année, publiés en 1725 chez Coignard (4 volumes). On a également de lui Lettre à Messeigneurs les évêques de Luçon et de la Rochelle (1711) et Lettre à Monsieur le comte de Pontchartrain (1712).